# Márkus Zsolt
Márkus Zsolt  (Vác, 1975. november 16. –) üzletember, innovátor, a Jemefy Technologies CEO-ja, humanitárius termékkategória megalkotója.

## Életút
Általános és középiskolai tanulmányait Vácott végezte, majd a Széchenyi István Egyetemen diplomázott, később a Budapesti Műszaki és Gazdaságtudományi Egyetemen szerzett MBA fokozatot, illetve a Cranfield Egyetemen is folytatott tanulmányokat az Egyesült Királyságban. A multinacionális vállalatoknál épített, közel két évtizedes vezetői karriert követően 2015-ben indította el első vállalkozását, a körforgásos gazdálkodás és hidrokultúrás technológia egyik nemzetközileg is elismert példájának számító Veresi Paradicsom Kft.-t. A 2020-as évekre már több milliárdos értékben működnek innovációkon alapuló vállalkozásai és startup projektjei.

## A vállalkozó
Márkus Zsolt a Jemefy Technologies CEO-ja és alapítója. A holding vállalatként összefogja a Veresi Paradicsom Kft.-t, a Dymex Supply Kft.-t és a Powerpak Kft.-t. 2022-ben a vállalatcsoport 9 milliárd Ft. feletti árbevételt ért el a hazai és nemzetközi piacokon egyaránt tevékenykedve, mindezt  25% feletti EBITDA termelő képességgel. Az üzleti teljesítmény mindössze 7 év alatt a két startup mellett egy akvizícióból kiépült holdingot a tisztán magyar tulajdonú TOP 100 hazai vállalkozás sorába pozícionálta.

## Innováció

### Veresi Paradicsom Kft.
Az első hazai kertészet, amely Magyarországon 365 napon keresztül tud paradicsomot termeszteni mesterséges megvilágítású üvegházában, a környezetvédő, körforgásos gazdálkodás metodikájával. A Veresi Paradicsom első volt a világon az ipari környezetben végzett beltartalmi érték méréseknek az adott technológiai környezetre való alkalmazásában, s ezáltal a vásárlók számára szolgáltatott minőség biztosításában. Mindezekért téli termesztési technológiája, valamint biológiai növényvédelmi rendszere is több nemzetközi elismerést kapott. 
Márkus Zsolt korábbi és további fejlesztési terveivel összhangban több egyetemmel működnek együtt. 2021-ben a Bay Zoltán Kutatóintézettel és a Magyar Agrár- és Élettudományi Egyetemmel  közösen új kutatási projektet indítottak. 2022-től szamóca és kígyóuborka termesztésbe kezdtek. A magyar piac számára rendkívül fontos, hogy éves átlagban ezer tonna téli paradicsom importját váltották ki hazai termeléssel. 

### Humanitárius termék, Cleanme.life
A humanitárius termék ötvözi az üzleti, a környezetvédelmi és a jótékonysági működést. 
Higipack TM
A cégcsoport kifejlesztette a jelenleg kereskedelmi forgalomban lévő egyetlen papírdobozos csomagolást a háztartási higiéniás folyadék termékekre, azaz a folyékony szappan, mosógél, öblítő, mosogatógél rendkívül alacsony környezetterhelésű, papírdobozos megoldása úttörő a mai piacon és használata hozzávetőlegesen 80-85%-os műanyag megtakarítást eredményez dobozonként.
Humanitárius termékként a fő versenytársak ára alatt forgalmazott cleanme.life termékcsalád üzleti forgalma közvetlen és folyamatos bevételt generál a hitelességük alapján kiválasztott, szerződött adományozási szervezetek számára. A termékekbe beépített, konkrét adományozási arány nem kampányszerűen él, hanem a termék teljes élettartamára érvényes, ami szintén unikális napjainkban. 2023. február 15-én a Magyar Máltai Szeretetszolgálattal közös sajtótájékoztatón Márkus Zsolt bejelentette a https://cleanme.life/ humanitárius termékcsalád indulását és a program bevezetését, amivel Magyarország igazi hungarikumot adott a nemzetközi üzleti kultúrához.
Helpme.life
A cégcsoport adományozási- és közösségépítő applikációt is kifejlesztett a magyarországi jótékonysági szervezetek  számára, amellyel az adományozási kultúra javítása, a fiatalabb korosztály elérése és a közösségépítés az elsődleges cél. A  komoly informatikai fejlesztéssel és befektetéssel létrehozott helpme.life applikációt a cleanme.life, humanitárius termékcsalád bevezetésével együtt indította el Márkus Zsolt cégcsoportja.

## Díjak, elismerések
- Pro Auditoribus díj ezüst minősítéssel Győr város polgármesterétől
- GE Corporate recognition award from Jack Welch
- Rexel Best P&L Manager 2008, 2009, 2011
- REXEL challenge award 2011
- Rexel CEO award 2012
- Legjobb agrárvállalkozás KKV kategória 2017
- Ernst and Young Újgenerációs gyártástechnológiák díj  2019
- Agrár Innovációs díj  - Innovációs és Technológiai Minisztérium 2019
- Highlights of Hungary Forbes különdíj 2019
- Koppert Mother Earth elismerés 2021

## Az értékteremtő vállalkozás
A Jemefy Technologies az üzleti modelljébe építette a környezetvédelmet, a fenntarthatóságot, a társadalmat érintő  fontos problémákra történő megoldáskeresést és a jótékonysági kezdeményezéseket.
A kibővített ESG (environment social governance) szellemiség beépülése az üzleti modellekbe új üzleti kultúrát teremtett, amely hozzájárul a kivételes gazdasági eredményekhez, a növekedéshez, és a hazai, valamint nemzetközi elismertséghez is. A Jemefy Technologies a humanitárius termékkategória bevezetésével vonzóvá kívánja tenni a jövőért felelős, de a ma rászorultjainak nyújtott segítség iránt is elkötelezett, az innovációk környezetvédő és közösségteremtő világa iránt nyitott, jobbító vállalkozói szellemet.